# Dorfkirche Beenz (Nordwestuckermark)

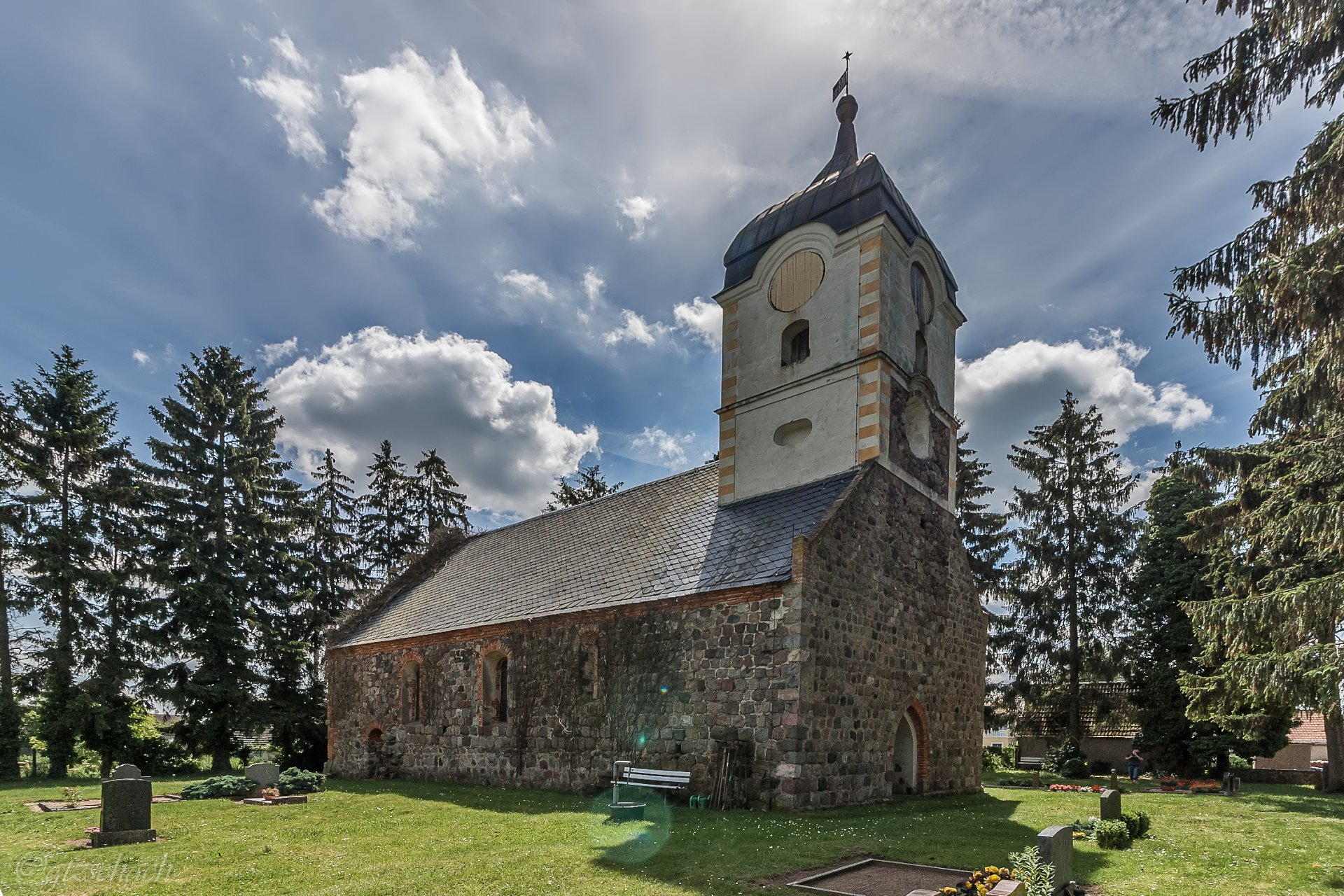
Reformierte Dorfkirche Beenz

Die denkmalgeschützte Dorfkirche Beenz steht in Beenz, einem Wohnplatz der Gemeinde Nordwestuckermark im Landkreis Uckermark von Brandenburg. Sie gehört zur Evangelische Kirchengemeinde Potzlow-Lindenhagen im Kirchenkreis Uckermark der Evangelischen Kirche Berlin-Brandenburg-schlesische Oberlausitz.

## Beschreibung
Das Langhaus der Saalkirche wurde in der zweiten Hälfte des 13. Jahrhunderts aus Feldsteinen erbaut. Im Dreißigjährigen Krieg wurde die Kirche zerstört und das Dorf verlassen; erst ab 1699 kam es zur Wiederansiedlung, unter anderem durch Hugenotten. Diese bauten 1792/93 die Kirche mit eigenen Mitteln wieder auf. Dabei wurde in ihr Satteldach im Westen ein Dachturm mit gemalten Lisenen an den Ecken und einer Haube eingefügt. 
Der Innenraum ist mit einer verputzten Flachdecke überspannt. Auf der Empore im Westen steht die Orgel. Zur Kirchenausstattung gehört ein Kanzelaltar von 1752. Auf einer Gedenktafel stehen die Namen der Exulanten, die den Bau der Kirche finanziert haben.

## Gemeinde
Die Kirchengemeinde Beenz war lange Zeit selbständig, teilte sich die Pfarrstelle aber mit anderen Gemeinden. 2013 wurde sie Teil der Evangelisch-reformierten Kirchengemeinde Lindenhagen, damals noch im Reformierten Kirchenkreis. Diese wurde 2019 mit anderen Gemeinden zur Kirchengemeinde Potzlow-Lindenhagen vereinigt.